# Martin Liebers
Pour les articles homonymes, voir Liebers.
Martin Liebers (né le 22 juin 1985 à Berlin en Allemagne), est un patineur artistique allemand. Il a obtenu quatre médailles de bronze aux championnats d'Allemagne.

## Biographie

### Carrière sportive
Martin Liebers est issue d'une famille de patineurs. Son père Mario Liebers a été un patineur de haut niveau pour la République démocratique allemande, et son frère cadet Peter Liebers qui est triple champion d'Allemagne.
Il a été formé au club de patinage de Berlin (SC Berlin) par Viola Striegler. Il est devenu champion d'Allemagne novice en 1997 et champion d'Allemagne junior en 2000. Au niveau senior, il a obtenu quatre médailles de bronze aux championnats d'Allemagne entre 2005 et 2008.
Sur le plan international, la fédération allemande ne l'a sélectionné que quatre fois pour participer à de grands championnats internationaux: une fois pour les championnats d'Europe de janvier 2005 à Turin, et trois fois pour les championnats du monde junior (2002 à 2004). Par contre, il n'a jamais participé à une seule épreuve du Grand Prix ISU, aux championnats du monde senior et aux Jeux olympiques d'hiver.
Lors de la saison 2009/2010, Martin Liebers a essayé le patinage en couple avec Nicole Gurny, entraîné par Monika Scheibe. Le couple est devenue vice-champion d'Allemagne cette année-là, mais Martin Liebers est revenu au patinage individuel dès la saison suivante.

### Reconversion
Il arrête sa carrière de sportif amateur en 2011. Parallèlement à sa carrière, il est militaire dans l'armée allemande.

## Palmarès
| Compétition en individuel     | 2001 | 2002 | 2003 | 2004 | 2005 | 2006 | 2007 | 2008 | 2009 | 2010 | 2011 |  |  |  |  |
| Jeux olympiques d'hiver       |      |      |      |      |      |      |      |      |      |      |      |  |  |  |  |
| Championnats du monde         |      |      |      |      |      |      |      |      |      |      |      |  |  |  |  |
| Championnats d’Europe         |      |      |      |      | 20e  |      |      |      |      |      |      |  |  |  |  |
| Championnats d'Allemagne      | 6e   | 5e   | 4e   | 4e   | 3e   | 3e   | 3e   | 3e   | 4e   | F    | 4e   |  |  |  |  |
| Championnats du monde juniors |      | 20e  | 11e  | 15e  |      |      |      |      |      |      |      |  |  |  |  |
|                               |      |      |      |      |      |      |      |      |      |      |      |  |  |  |  |
| Compétition en couple         | 2001 | 2002 | 2003 | 2004 | 2005 | 2006 | 2007 | 2008 | 2009 | 2010 | 2011 |  |  |  |  |
| Championnats d'Allemagne      |      |      |      |      |      |      |      |      |      | 2e   |      |  |  |  |  |
| Légende : F= Forfait          |      |      |      |      |      |      |      |      |      |      |      |  |  |  |  |

## Galerie d'images

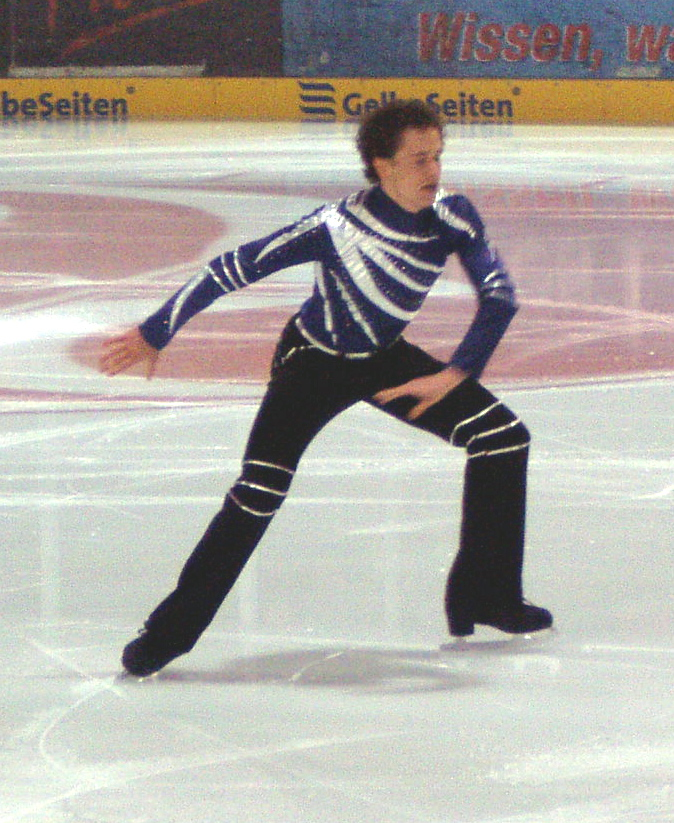
Championnats d'Allemagne 2006 (programme court)
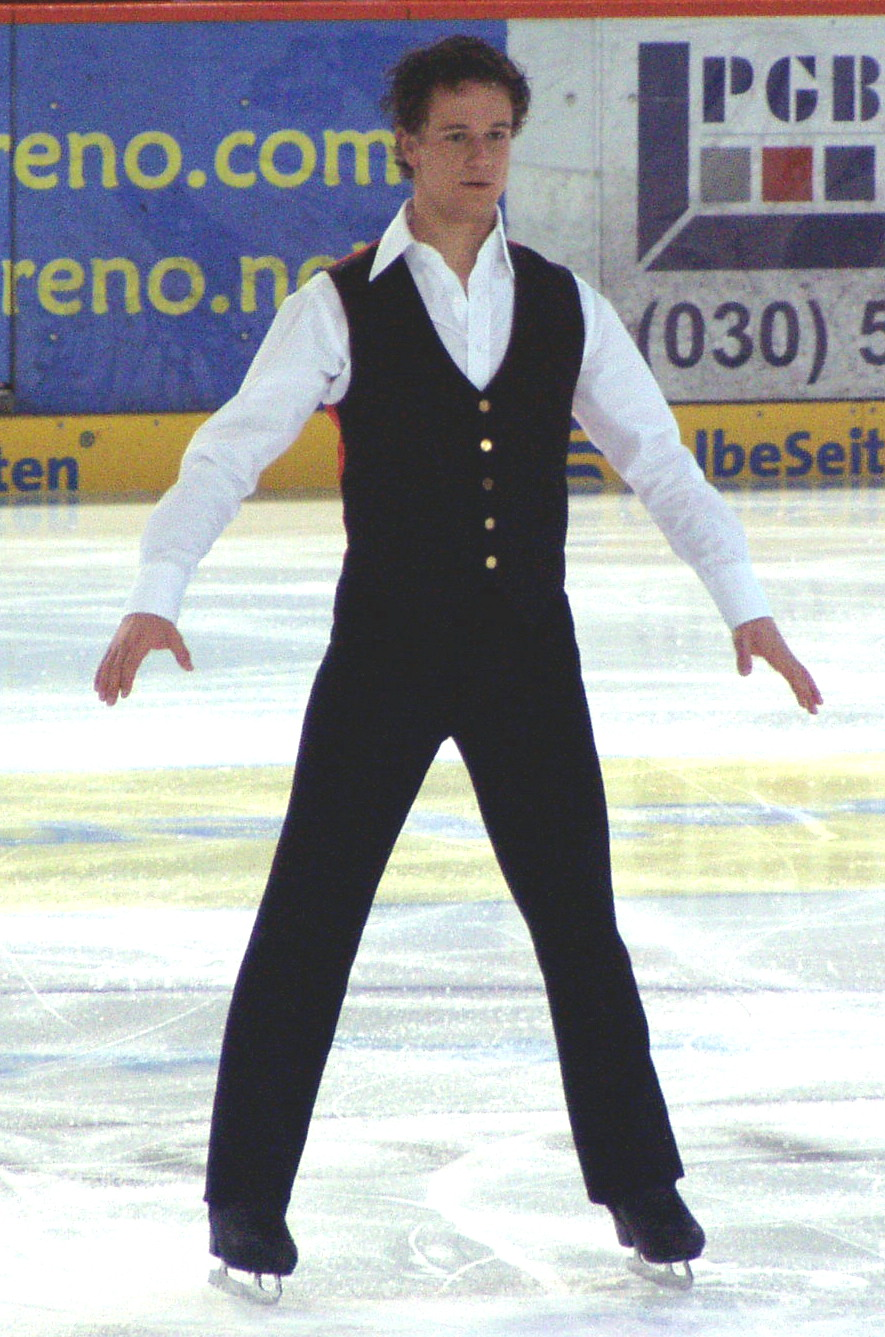
Championnats d'Allemagne 2006 (programme libre)
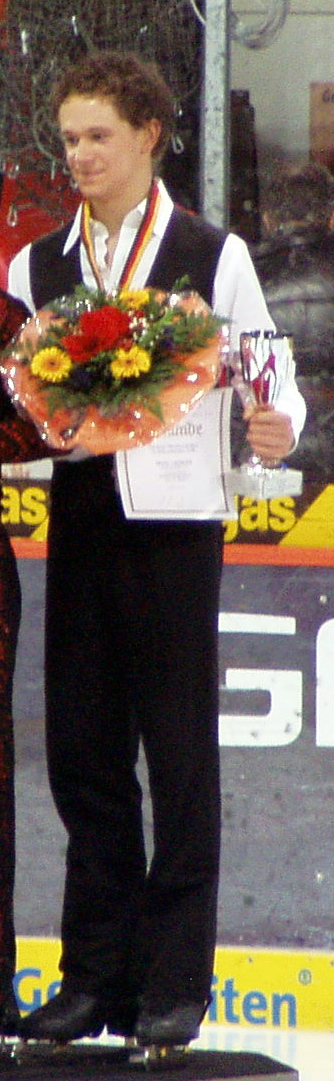
Championnats d'Allemagne 2006 (podium)